# Meester van Jean Chevrot

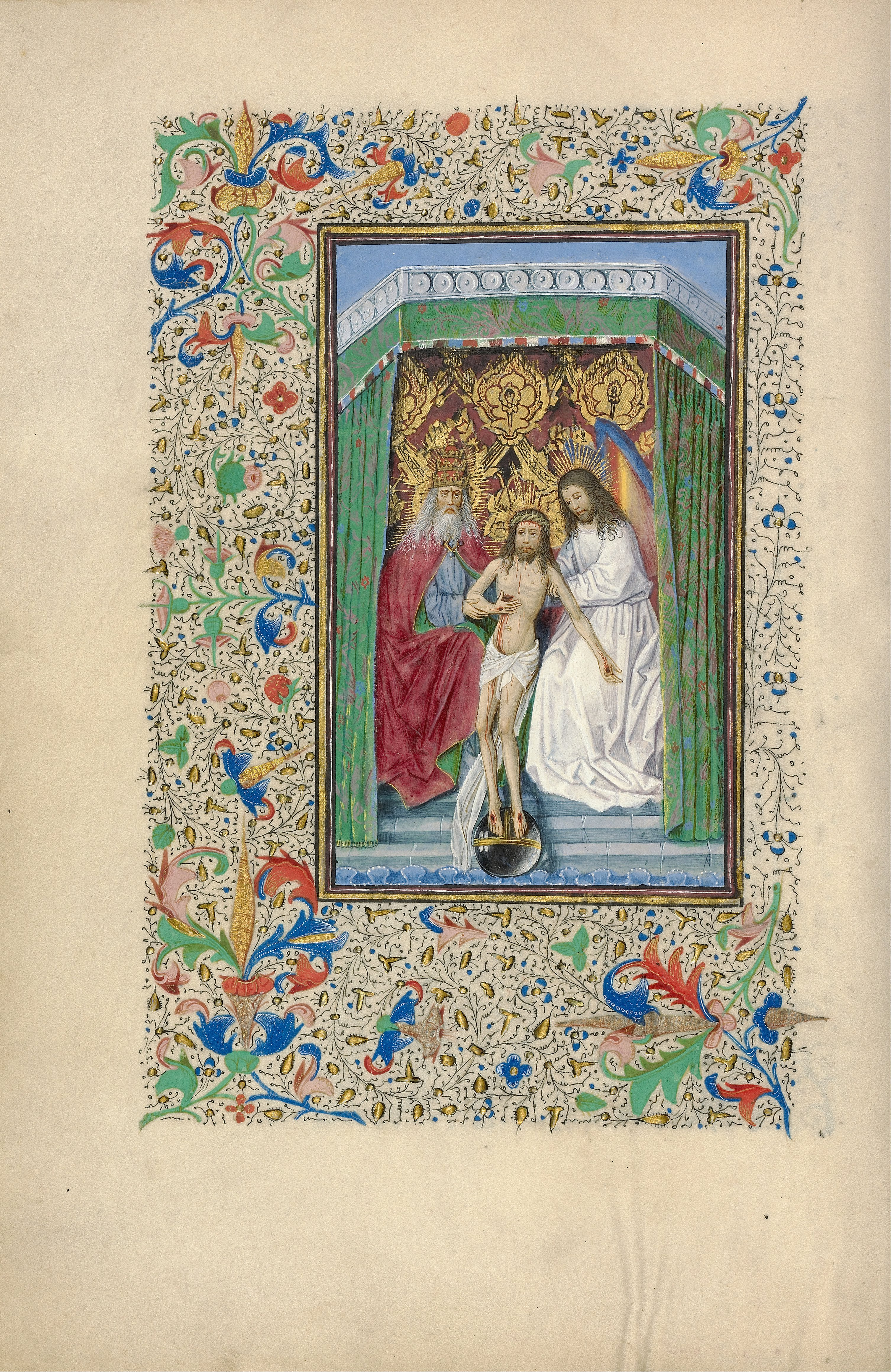
Meester van Jean Chevrot, Troon van gratie, The J. Paul Getty Museum, Ms. Ludwig IX 7, f25v

De Meester van Jean Chevrot is een anonieme Vlaamse miniaturist die actief was in Brugge tussen 1440 en 1450. Zijn noodnaam kreeg hij naar een frontispice die hij schilderde in een vertaling van La Cité de Dieu van Augustinus door Raoul de Presles, die gemaakt werd voor Jean Chevrot, bisschop van Doornik en raadgever van Filips de Goede. Het handschrift) (2 volumes) wordt nu bewaard in de Koninklijke Bibliotheek van België in Brussel als Ms. 9015.

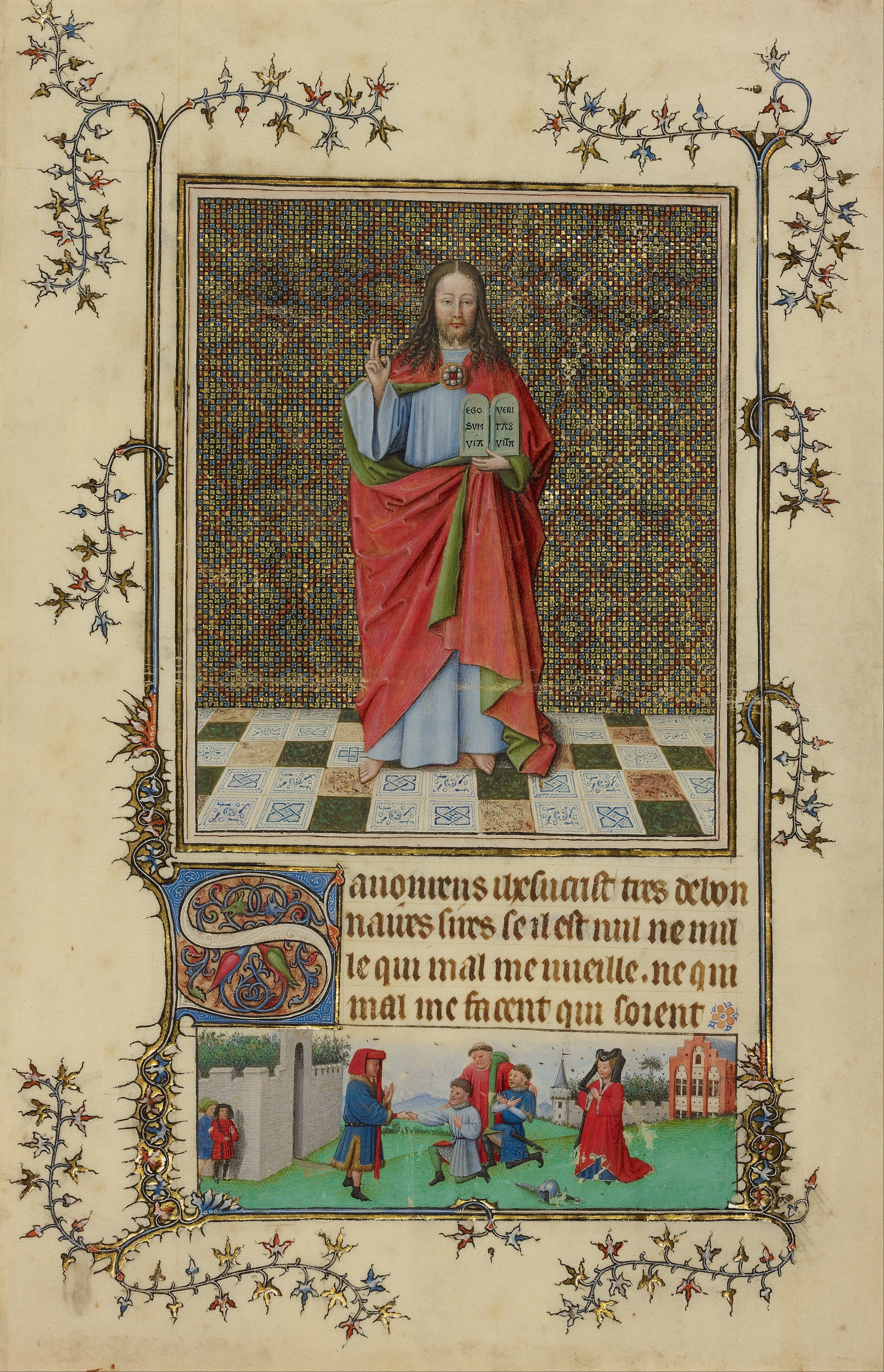
Meester van de Berlijnse kruisiging, zegenende Christus

Deze kunstenaar zou meegewerkt hebben aan het Turijn-Milaan-Getijdenboek dat volgens sommigen verlucht werd in de omgeving van Jan Van Eyck. Op het folium met een zegenende Christus, figuur die wordt toegeschreven aan de Meester van de Berlijnse kruisiging, zou de bas de page van de hand van de Meester van Jean Chevrot zijn. Hij gebruikte een dikker en meer opaak medium. Vooral het glooiende groene gras en de architectuur zijn kenmerkend voor deze meester. Verschillende van de ‘handen’ die door Georges Hulin de Loo werden onderscheiden werden door diverse kunsthistorici toegeschreven aan deze meester, maar ze zijn het onderling nog lang niet eens.
Ook een miniatuur in het Llangattock-getijdenboek wordt aan deze meester of aan zijn atelier toegeschreven. Het gaat over een afbeelding van de Heilige Drievuldigheid in een troon van gratie op f25v. Verder is er nog een getijdenboek dat vandaag bewaard wordt in de Morgan Library in New York (Ms. M.421) en dat enkele volbladminiaturen van zijn hand, waaronder een Vera-icoon naar het origineel van Jan Van Eyck, zou bevatten.

## Weblinks
- Augustinus, De Civitate Dei, frontispice
- Book of hours, getijdenboek Ms. M.421, Morgan Library